# Хауэлл, Матильда
Матильда Скотт Хауэлл (англ. Matilda Scott Howell; 28 августа 1859 — 20 декабря 1939) — американская лучница, трёхкратная чемпионка летних Олимпийских игр 1904.
На Играх 1904 в Сент-Луисе Хауэлл участвовала во всех женских дисциплинах. Она стала обладательницей трёх золотых медалей, выиграв два индивидуальных и одно командное первенство.